# George Lyttelton

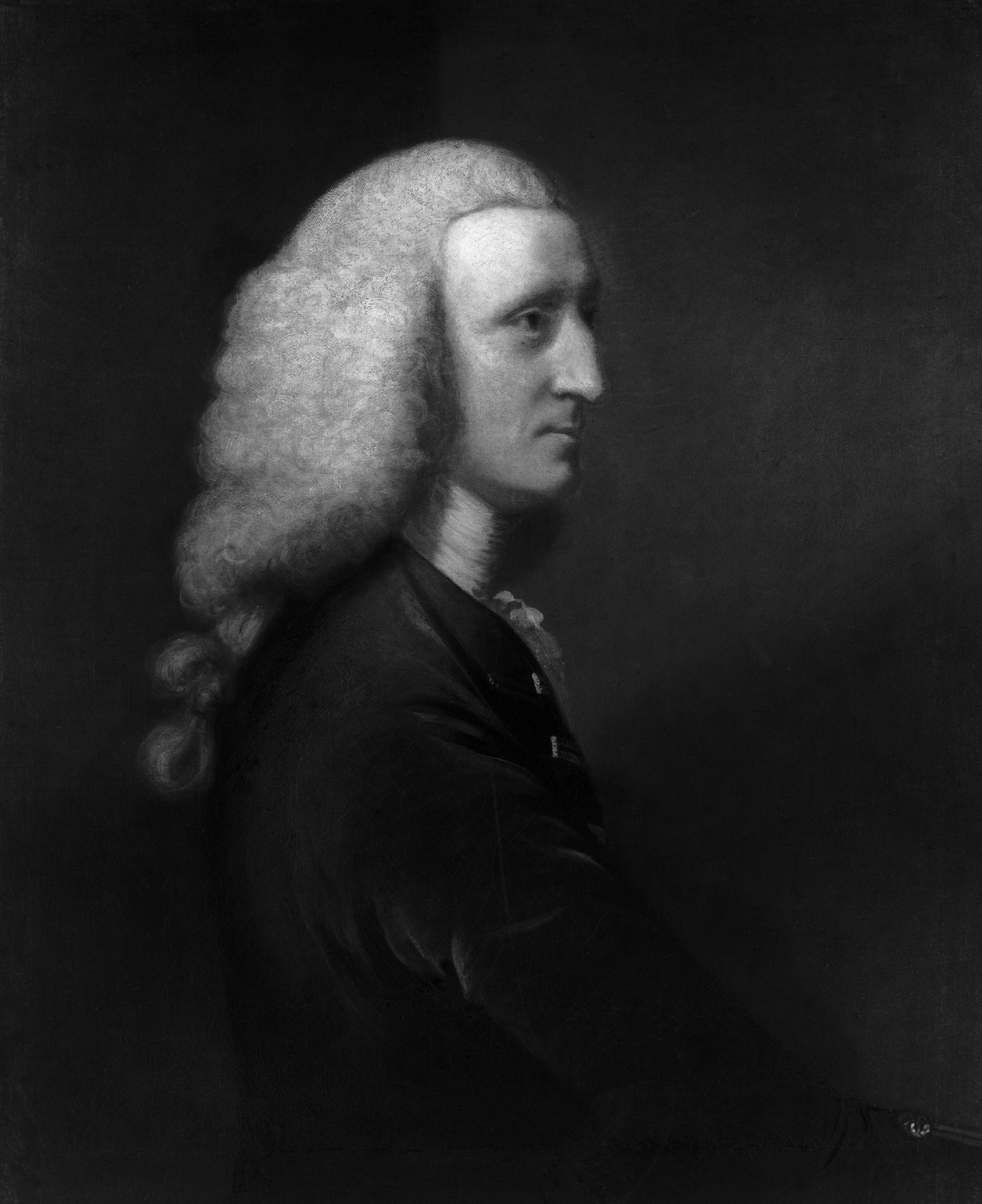
Lord Lyttelton.

Lord George Lyttelton (17 de enero de 1709–24 de agosto de 1773), primer barón Lyttelton, miembro del consejo privado de Su Majestad, conocido como Sir George Lyttelton, Baronet, entre 1751 y 1756, fue un influyente político británico, estadista y mecenas de las artes. Nacido en el seno de la baja nobleza terrateniente, fue uno de los políticos whig que se opusieron al gobierno del también whig Robert Walpole durante la década de 1730. Posteriormente evolucionaría para ser un tory. Por sus conexiones familiares y gracias a su propia influencia, trabajó como secretario del Príncipe de Gales, Federick (1737 en adelante), y como Comisionado del Tesoro en 1744, cargos que le valieron el aprecio de los opositores a Walpole. Tras la caída del gobierno Walpole, Lyttleton fue nombrado en 1755 Chancellor of the Exchequer (Canciller del Tesoro, i.e., ministro de Hacienda). A lo largo de toda su vida, fue un importante patrón de las letras: en la década de 1730 fue el patrón del poeta Alexander Pope, y a lo largo de toda su vida no dejó de ayudar a su amigo y antiguo compañero de colegio, el escritor Henry Fielding, quien por su parte le dedicaría su opus magnum, el Tom Jones. En vida, recibió las alabanzas de muchos poetas e intelectuales ingleses: James Thomson, por ejemplo, lo alabó en su poema Las Estaciones, y Lyttleton, en agradecimiento, le consiguió una pensión gubernamental. El doctor Samuel Johnson, en cambio, los despreciaba por ser un whig (aunque era en realidad un tory) y criticaba su prosa como "plomiza" y sus versos como carentes de imaginación. En efecto, a lo largo de su vida Lyttleton escribió numerosos poemas, y cierta cantidad de libros.
En 1760 escribió junto con Elizabeth Montagu, cabecilla de la sociedad femenina de las Medias Azules, los Diálogos de los Muertos; también escribió la Historia de la Vida de Enrique Segundo (1767–1771), una retrospectiva sobre la vida de dicho monarca. Buena parte de su vida y fortuna la dedicó a construir y mejorar su mansión y jardines de Hagley Hall; dicha mansión, sita en el norte del condado de Worcester, fue diseñada por el arquitecto Sanderson Miller, y es una de las últimas mansiones inglesas construida en estilo paladiano. 
Murió en 1774, y fue sucedido por su hijo Thomas Lyttleton, segundo barón Lyttleton.
- Datos: Q336899
- Multimedia: George Lyttelton, 1st Baron Lyttelton / Q336899